# Ainsliaea pertyoides
Ainsliaea pertyoides là một loài thực vật có hoa trong họ Cúc. Loài này được Franch. mô tả khoa học đầu tiên năm 1888.